# Enoplocephalacris brevipennis
Enoplocephalacris brevipennis is een rechtvleugelig insect uit de familie sabelsprinkhanen (Tettigoniidae). De wetenschappelijke naam van deze soort is voor het eerst geldig gepubliceerd in 1952 door Lucien Chopard.